# Parmelinopsis protocetrarica
Parmelinopsis protocetrarica är en lavart som beskrevs av Elix. Parmelinopsis protocetrarica ingår i släktet Parmelinopsis och familjen Parmeliaceae.   Inga underarter finns listade i Catalogue of Life.